# Bryohaplocladium schimperi
Bryohaplocladium schimperi là một loài Rêu trong họ Thuidiaceae. Loài này được (Thér.) R. Watan. & Z. Iwats. mô tả khoa học đầu tiên năm 1981.